# Luftangriffe auf Australien von 1942 bis 1943
1941

Thailand – Malaiische Halbinsel – Pearl Harbor – Hongkong – Philippinen – Guam – Wake – Force Z – Borneo
1942

Burma – Rabaul – Singapur – Sumatra – Timor – Australien – Java – Salamaua–Lae – Bougainville/Buka – Shortland-Inseln – Indischer Ozean – Port Moresby – Tulagi – Korallenmeer – Midway – Nordamerika – Buna-Gona – Kokoda-Track – Nauru/Ocean Island

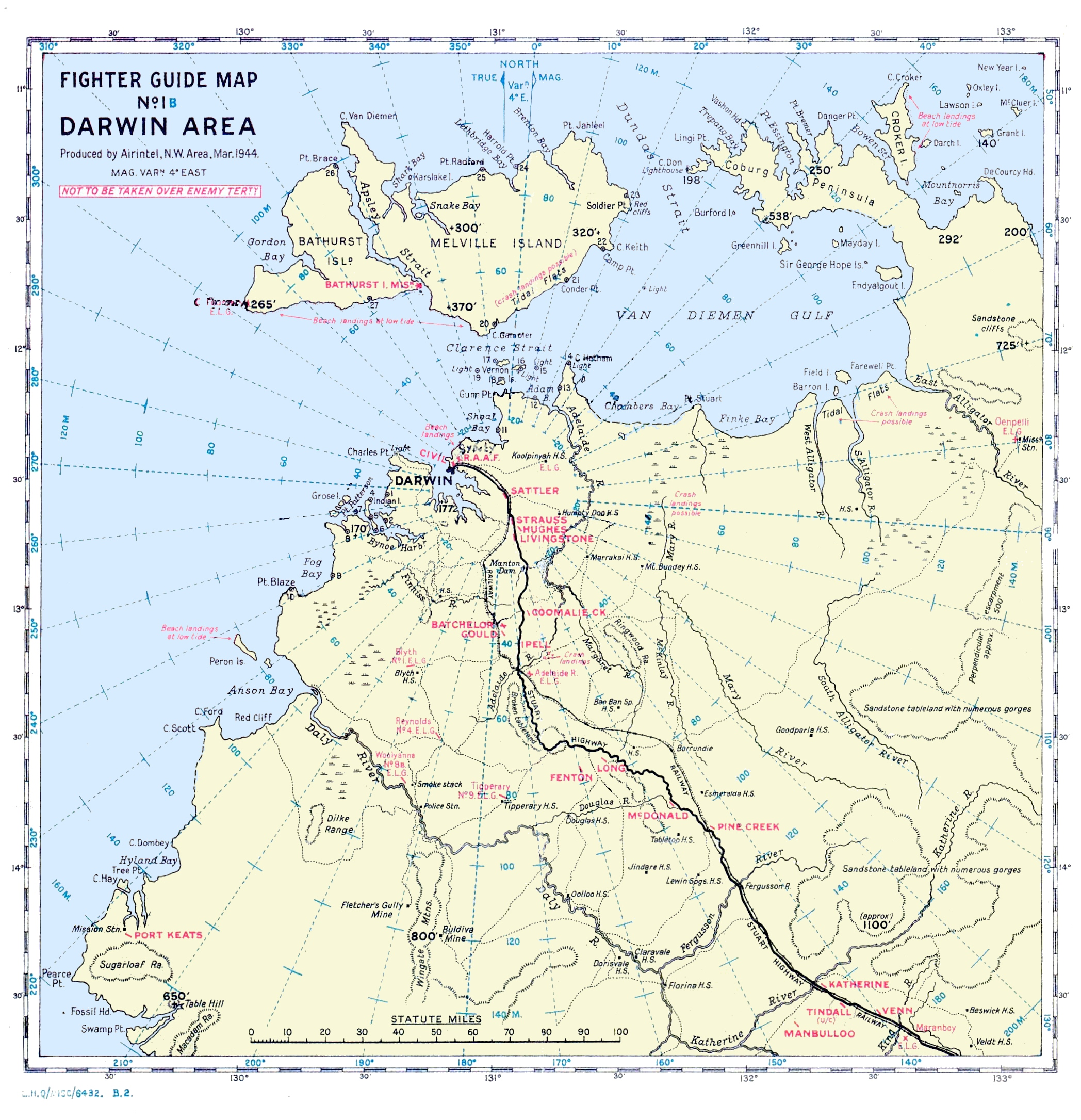
Fighter Guide Map No. 1B, Darwin Area vom März 1944, die für militärische Zwecke durch die Royal Australian Air Force erstellt wurde. Die Karte enthält viele der Flughäfen, die von der japanischen Luftwaffe angegriffen wurden

Zwischen dem Februar 1942 und November 1943 fanden 97 Luftangriffe auf Australien im Verlauf des Pazifikkriegs im Zweiten Weltkrieg durch Kaiserlich Japanische Marineluftstreitkräfte statt.
Die Angriffe erfolgten mit unterschiedlicher Taktik. Es gab Luftangriffe von Bombern und Kampfflugzeugen, von Torpedoflugzeugen auf Schiffe oder Angriffe nur mit den Bordwaffen der Kampfflugzeuge.
An der Verteidigung war das Militärpersonal der Royal Australian Air Force (RAAF), Australian Army, Royal Australian Navy, United States Army Air Forces, United States Navy, British Royal Air Force und Niederländischen Luftstreitkräfte Koninklijk Nederlandsch-Indisch Leger beteiligt.
Japanische Flugzeuge griffen auch zivile Infrastrukturziele wie Hafenanlagen, zivile Flugplätze, Eisenbahnen und Treibstofftanks an, wobei auch Zivilisten zum Opfer wurden.

## Erste japanische Luftangriffe
Die japanischen Luftstreitkräfte griffen Australien während des Februar und März 1942 mit einer Angriffsserie an. Der Zweck dieser Angriffe lag darin, die Alliierten zu schwächen und von der militärischen Auseinandersetzung um Niederländisch-Indien abzuhalten.

### Luftangriff auf Darwin

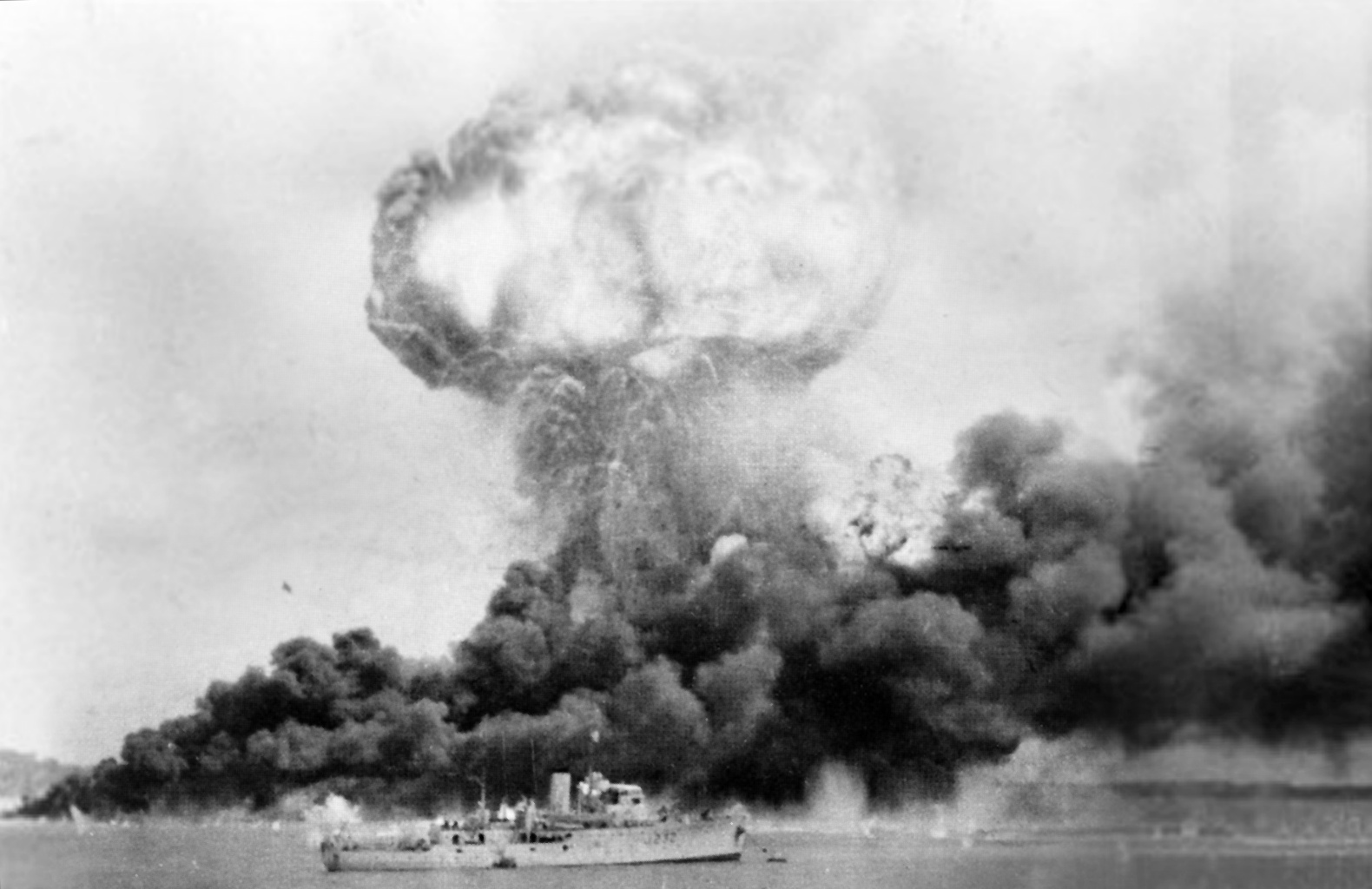
Das Bild zeigt die Explosion eines Brennstofftanks und der schwarze Rauch stammt von einem brennenden Öltank während der ersten Angriffswelle des japanischen Angriffs auf Darwin. Im Vordergrund ist die beschädigte HMAS Deloraine zu sehen.

Der erste Luftangriff auf Darwin durch 242 japanische Kampfflugzeuge und Bomber erfolgte am Morgen des 19. Februar 1942. Die japanische Streitmacht war vier Tage vor der Bombardierung von Palau mit vier Flugzeugträgern, zwei Schlachtschiffen, drei Kreuzern und neun Zerstörern ausgelaufen und startete ihren Angriff von der Bandasee aus. In der zweiten Angriffswelle griffen japanische Bomber, die von einer Landbasis gestartet waren, den Flughafen Darwin an. Im Verlauf dieses Angriffs auf Darwin wurden etwa 250 bis 300 Menschen getötet und Hunderte Menschen obdachlos. Er verursachte Bombenschäden in der Stadt und an Schiffen, die im Hafen lagen und führte zur Versenkung von acht Schiffen. Auf dem angegriffenen Militärflugplatz Darwin waren zum damaligen Zeitpunkt keine Kampfflugzeuge stationiert.
Dieser Angriff hatte psychologische Auswirkungen auf die australische Bevölkerung, die als Darwin panic beschrieben wird und führte dazu, dass Darwin als Kriegshafen aufgegeben wurde und die Kriegsschiffe an anderen Standorten stationiert wurden.

### Luftangriff auf Broome

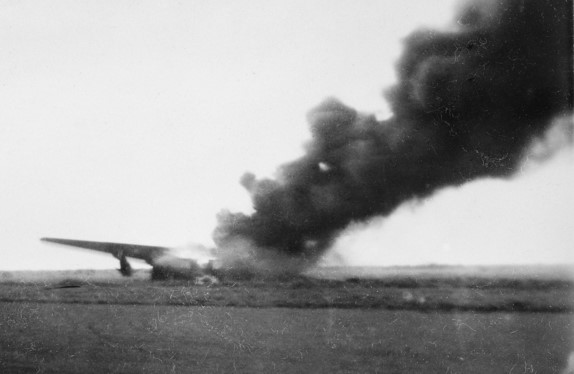
Eine brennende B-24 „Liberator“ der USAAF auf dem Flughafen Broome nach dem Angriff am 3. März 1942 durch die Kaiserlich Japanischen Marineluftstreitkräfte.

Am 3. März 1942 griffen neun japanische Kampfflugzeuge Mitsubishi A6M und ein Aufklärungsflugzeug den Flughafen Broome und vor der Küste wassernde Flugboote im nördlichen Western Australia an. In Broome befanden sich Flüchtlinge, die Java verlassen hatten, nachdem die Alliierten Streitkräfte die Schlacht in der Javasee verloren hatten. Die japanischen Flugzeuge zerstörten 22 Flugzeuge, vor allem wassernde Flugzeuge, in denen Flüchtlinge an der Küste auf den Weiterflug warteten und töteten 88 Menschen. Die Japaner verloren zwei Flugzeuge und einen Piloten.

## Angriffe auf Queensland
Japanische Wasserflugzeuge übten im späten Juli 1942 insgesamt vier kleinere Luftangriffe im Norden von Queensland auf die Städte Townsville und Mossman aus. Townsville war eine wichtige Militärbasis, die mit Kawanishi H6K Mavis angegriffen wurde, die von Rabaul aus Ende Juli 1942 gestartet waren.
In der Nacht vom 25. Juli zum 26. Juli 1942 wurde die Stadt von drei Wasserflugzeugen mit sechs Bomben angegriffen, die keine Zerstörungen verursachten, weil sie in die See fielen.
Bis Ende Juli 1942 erfolgten drei weitere Angriffe durch japanische Wasserflugzeuge, die wenig Schäden anrichteten. Beim ersten Angriff wurde ein landwirtschaftliches Forschungszentrum bei Oonooba, einem Vorort von Townsville, unerheblich beschädigt, beim zweiten Angriff ein Kind bei Mossman verletzt und beim dritten Angriff wurde das angreifende Wasserflugzeug in Abwehrkämpfen durch alliierte P-39 Airacobra-Flugzeuge beschädigt.

## Liste der Luftangriffe

### 1942

#### Februar
19.: (10:00) Darwin, Northern Territory (NT)
19.: (11:55)
19.: Bathurst Island, NT
20.: 11:30 Cape Londonderry, (WA). MV Koolama beschädigt durch ein Wasserflugzeug, der Kawanishi H6K. Erneut um 13:30 angegriffen und schwer beschädigt, 3 Passagiere wurden verletzt.
21.: Rulhieres Bay, WA (später in Koolama Bay umbenannt) Koolama wurde erneut attackiert, keine Beschädigungen oder Verletzte.

#### März
3.: (09:20) Broome, WA. Ein Tieffliegerangriff von neun ‚’Mitsubishi A6M’’ mit 88 getöteten Menschen und 24 zerstörten Flugzeugen der Alliierten.
3.: (~10:30) Carnot Bay, WA. Eine PK-AFV (Pelikaan), eine Douglas DC-3 der KLM wurden durch die zurückfliegende japanische Staffel abgeschossen.
3.: Wyndham, WA. Tieffliegerangriff. Keine Verluste. Die Koolama, die im Hafen sank, war das Resultat eines früheren Flieger-Angriffs.
3.: Wyndham-Flughafen, WA
 4.: Wrack und Passagiere der PK-AFV wurden erneut von einer Kawanishi H6K angegriffen, kein Schaden oder Verluste.
4.: (14:00) Darwin-RAAF-Flughafen, NT
14.: Horn Island, Queensland (Qld)
16.: (13:30) Darwin-RAAF-Flughafen und Bagot, NT
17.: Darwin, NT
18.: Horn Island, Qld
19.: (11:40) Darwin (Myilly Point und Larrakeyah), NT
20.: Flughafen Broome, WA. Angriff durch Mitsubishi G4M2 "Betty" (Mittlere Bomber). Ein Zivilist wurde getötet und kleine Schäden an der Landebahn entstanden.
20.: Derby, WA
22.: (00:51) Darwin, NT
22.: Katherine, NT (Erster Luftangriff im Inneren von Australien, etwa 200 km von der Küste entfernt).
23.: Darwin, NT
23.: Wyndham, WA (zwei Angriffe)
28.: (12:30) Darwin-RAAF-Flughafen, NT
30.: (05:40?) Darwin-RAAF-Flughafen, NT
30.: Darwin-RAAF-Flughafen, NT
 31.: (13:20) Darwin-RAAF-Flughafen, NT
 31.: (22:19) Darwin-RAAF-Flughafen, NT

#### April
2.: (15:30) Darwin (Harvey St, McMinn St) Tanks der Royal Dutch Shell, NT
2.: Sattler Airfield, NT
4.: (13:48) Darwin Civil Airfield und Parap Hotel, NT
5.: (12:29) Darwin-RAAF-Flughafen, NT
25.: (14:00) Darwin-RAAF-Flughafen, NT
27.: (12:07) Darwin-RAAF-Flughafen, NT
30.: Horn Island, QLD

#### Juni
13.: (11:52) Darwin-RAAF-Flughafen, NT
14.: (13:14) Darwin (Stadtgebiet), NT
15.: (12:20) Darwin (Larrakeyah to Stokes Hill), NT
16.: (12:01) Darwin (Stadtgebiet), NT
26.: (20:50) Darwin, NT

#### Juli
7.: Horn Island, Qld
25.: (20:50) Darwin (Stadtgebiet), NT
26.: Townsville, Qld
26.: (21:39–22:54) Darwin (Vesteys), NT
27.: (22:27) Knuckey's Lagoon, Darwin-RAAF-Flughafen, NT
28.: (00:45) Darwin-RAAF-Flughafen, NT
28.: Townsville, Qld
29.: (00:59) Darwin (Stadtgebiet) and Knuckey's Lagoon, NT.
29.: Townsville, Qld
30.: (03:58) Darwin (Stadtgebiet) and Darwin-RAAF-Flughafen, NT
30.: Horn Island, Qld
30.: Port Hedland, WA.
 31.: Mossman, Qld
 31.: (13:33) Darwin-RAAF-Flughafen, NT

#### August
1.: Horn Island, Qld
21.: Wyndham, WA
23.: (12:12) Hughes Flughafen, NT
24.: (21:24) Darwin-RAAF-Flughafen, NT
24.: (22:14) Noonamah, NT
25.: (00:05) Darwin und Parap, NT
27.: (03:45–05:37) Darwin (Botanischer Garten) und Cox Peninsula, NT
28.: (03:35) Darwin (Bahnhof und Port Patterson), NT
30.: (02:39) Darwin (Stadtgebiet), NT
31.: (05:14) Darwin (Stadtgebiet) und Cox Peninsula, NT

#### September
25.: (03:41) Darwin (Stadtgebiet) und Knuckey's Lagoon, NT
25.: (05:48) Darwin (Stadtgebiet und Daly Street Bridge), NT
26.: (05:22) Livingstone-Flughafen, NT
27.: (04:56) Bynoe Harbour, NT
27.: (05:44) Darwin (Stadtgebiet) (Frances Bay)

#### Oktober
10.: Horn Island, Qld
24.: (04:42) Batchelor-Flughafen
24.: (04:52) Pell-Flughafen
24.: (04:57) Cox Peninsula
24.: (05:12) Darwin-RAAF-Flughafen, NT
25.: (05:30) Darwin (Stadtgebiet) und Darwin-RAAF-Flughafen, NT
26.: (04:54) Darwin (Stadtgebiet) und Darwin-RAAF-Flughafen, NT
27.: (02:20) Darwin (Stadtgebiet) und Darwin-RAAF-Flughafen, NT

#### November
23.: (03:00–04:39) Darwin (Stadtgebiet) und Darwin-RAAF-Flughafen, NT
23.: Coomalie Creek Airfield, NT
26.: (03:20) Darwin (Stadtgebiet), Strauss-Lufthafen und Hughes-Flughafen, NT
27.: (03:56–04:46) Coomalie-Creek-Flughafen, Hughes-Flughafen und Strauss-Flughafen, NT

### 1943

#### Januar
20.: (22:44–00:15) Searchlight Station, AWC Camp, Ironstone, NT
21.: (21:54) Darwin (Frances Bay), NT
22.: (13:30) Angriff auf die HMAS Patricia Cam, die bei Wessel Islands sank, NT.

#### März
2.: (14:34) Coomalie-Creek-Flughafen, NT
15.: (11:20) Darwin (Öltanks), NT

#### Mai
2.: (10:15) Darwin-RAAF-Flughafen und Darwin-Trockendock, NT
9.: Milingimbi, NT
10.: Milingimbi, NT. Die HMAS Maroubra wurde versenkt.
20.: Exmouth Gulf, WA
21.: Exmouth Gulf, WA
28.: Milingimbi, NT

#### Juni
18.: Horn Island, Qld
20.: (10:43) Winnellie and Darwin-RAAF-Flughafen, NT
28.: (11:07) Vesteys, NT
30.: (12:30) Fenton Airfield, NT

#### Juli
6.: (12:02) Fenton-Flughafen, NT

#### August
13.: (21:45) Fenton-Flughafen, NT
13.: (23:12) Fenton-Flughafen und Coomalie-Creek-Flughafen, NT
13.: (23:42) Coomalie-Creek-Flughafen, NT
14.: Long-Flughafen, NT
17.: Port Hedland, WA
 21.: (00:37) Fenton-Flughafen und Coomalie-Creek-Flughafen, NT
 21.: (03:30) Pell-Flughafen, NT

#### September
15.: (00:25) Fenton-Flughafen and Long-Flughafen, NT
15.: Onslow, WA. (Das südlichste Angriffsziel Australiens)
16.: Exmouth Gulf, WA
18.: (03:50) Fenton-Flughafen und Long-Flughafen, NT
27.: Drysdale River Mission (Kalumburu-Flughafen), WA. Ein Todesfall, Pater Thomas Gil, der Vorsteher der Mission.

#### November
10.: Coomalie.Creek-Flughafen, NT
12.: (03:53–05:30) Parap, Adelaide River und Batchelor-Flughafen, NT